# اولاف پیدرسن
اولاف پیدرسن (دانمارکی: Olaf Pedersen; ۶ ژوئیهٔ ۱۸۸۴ – ۶ آوریل ۱۹۷۲) ژیمناست هنری اهل دانمارک بود.